# 小行星4353
小行星4353（英語：4353 Onizaki）是一颗围绕太阳公转的小行星。1989年11月25日，水野義兼、古田俊正在可兒市发现了此天体。
这颗小行星的绝对星等为196.8234239976732等。